# Alto
Se llama alto a la voz que se encuentra por debajo de la voz de tiple y por encima de la tenor. En voz femenina o infantil es la más grave y también se denomina contralto. La expresión deriva del canto polífono del renacimiento. Dado que las mujeres no estaban admitidas al canto en la iglesia, la extensión que se encuentra por encima del tenor fue cantado por hombres. En la voz masculina, esta tesitura es más aguda que la voz de tenor o la voz hablada.
En voz masculina se aplica el término alto o altus para una voz que canta en esta tesitura, mezclando voz de pecho con voz de cabeza, mientras que para el cantante de puro falsete se usa el término contratenor. La voz masculina solo llega al registro del alto a través de una técnica especializada falsete, voz de cabeza, una alteración física (castración) o antes de la mutación.

## Armonía
El alto (lat. altus: ‘alto’, ‘elevado’) es la voz intermedia situado entre las voces de tenor y tiple. En una partitura a cuatro voces, el alto se anota en el segundo sistema, por debajo del tiple y frecuentemente en la clave de do en tercera línea. Sus notas centrales son de fa1 a fa³. La palabra se aplica tanto a la voz como a instrumentos.

## Música instrumental
El alto instrumental es un instrumento que pueda tocar la segunda voz de una composición de cuatro voces. Instrumentos de alto son, por ejemplo:
- la viola,
- el corno inglés,
- la flauta de pico alto,
- el saxofón alto,
- el oboe,
- la flauta travesera.